# Forni di Sotto
Forni di Sotto is een gemeente in de Italiaanse provincie Udine (regio Friuli-Venezia Giulia) en telt 701 inwoners (31-12-2004). De oppervlakte bedraagt 93,0 km², de bevolkingsdichtheid is 8 inwoners per km².

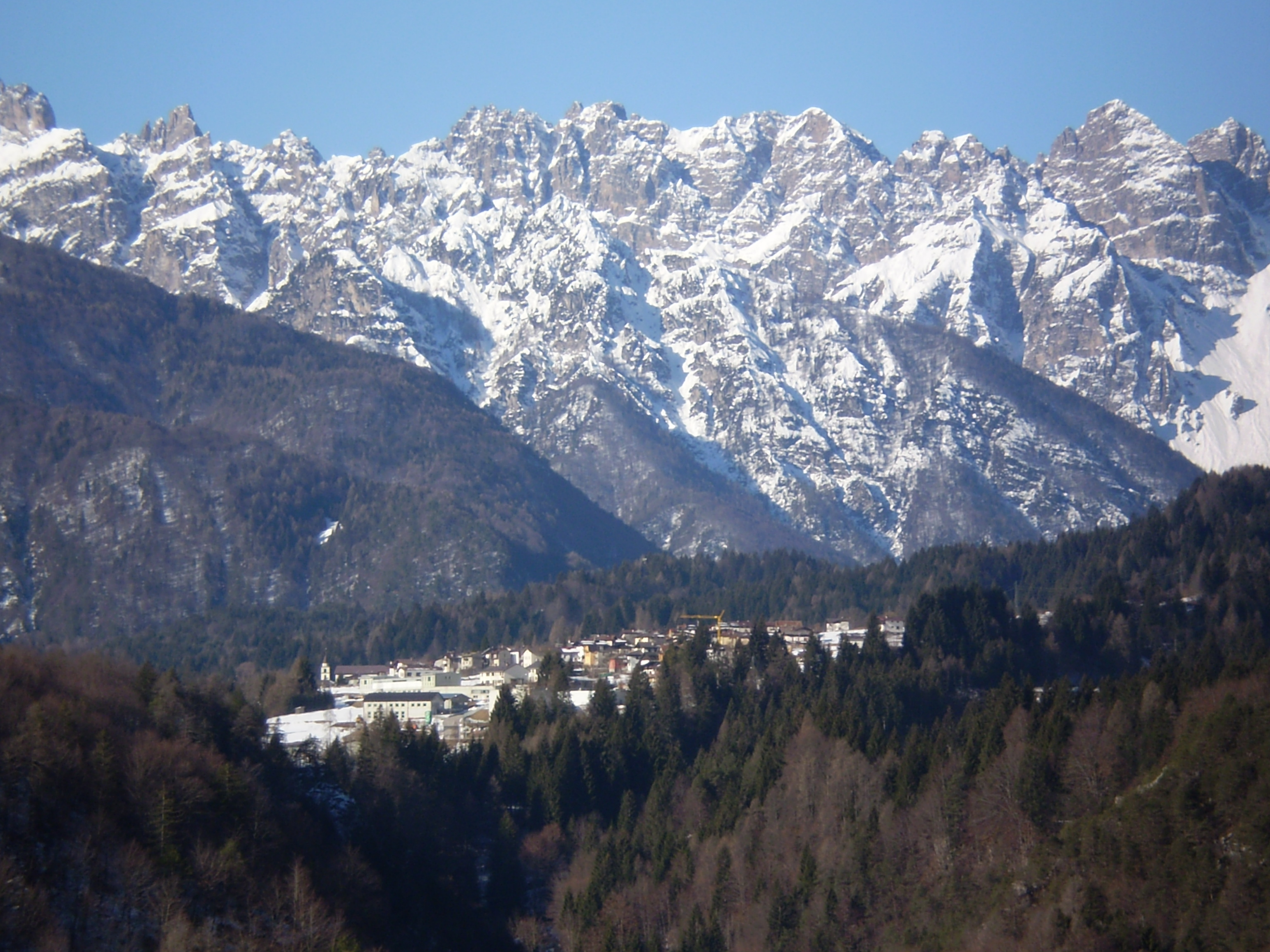
Forni di Sotto
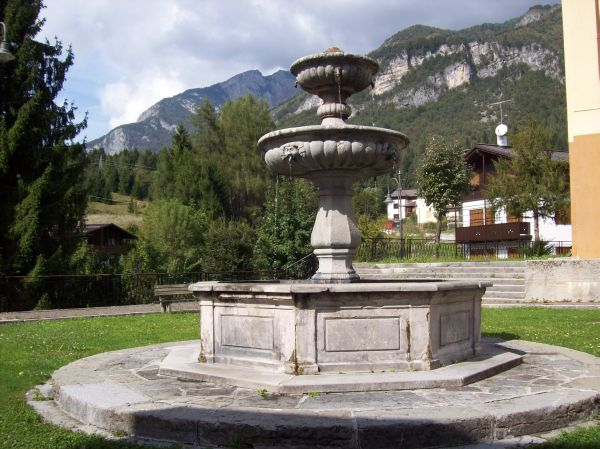
Achthoekige fontein
Gemeentehuis

## Demografie
Forni di Sotto telt ongeveer 350 huishoudens. Het aantal inwoners daalde in de periode 1991-2001 met 5,9% volgens cijfers uit de tienjaarlijkse volkstellingen van ISTAT.
| Jaar | Inwoneraantal |
| ---- | ------------- |
| 1991 | 761           |
| 2001 | 716           |

## Geografie
Forni di Sotto grenst aan de volgende gemeenten: Ampezzo, Claut (PN), Forni di Sopra, Sauris, Socchieve, Tramonti di Sopra (PN).